# Nacré subalpin
Boloria pales
Espèce
Le Nacré subalpin ou palès (Boloria pales) est un lépidoptère appartenant à la famille des Nymphalidae, à la sous-famille des  Heliconiinae  et au genre Boloria. C'est l'espèce type pour le genre.

## Description
C'est un papillon au dessus orange à suffusion basale marron orné de dessins épais de couleur marron, et d'une ou deux lignes de points ronds dont une submarginale. L'aile postérieure forme un angle à son bord antérieur.
Au revers des antérieures les dessins sont peu marqués et quelques petites taches nacrées marquent l'apex, alors que les postérieures sont ornées de dessins nacrés.

## Biologie

### Période de vol et hivernation
Il vole en une génération entre juin et début septembre.

### Plantes hôtes
Sa plante hôte est Viola calcarata.

## Écologie et distribution
Le Nacré subalpin réside en Europe sous forme de plusieurs petits isolats dans les montagnes en Espagne, France, Italie, Autriche et dans les Balkans, en Bulgarie et sur une grande zone du centre de l'Asie et de Chine,.
En France métropolitaine il est présent dans les départements des Pyrénées et des Alpes (Pyrénées-Atlantiques, Hautes-Pyrénées, Haute-Garonne, Ariège, Pyrénées-Orientales,Haute-Savoie, Savoie,  Isère, Drôme, Hautes-Alpes, Alpes-Maritimes et des Alpes-de-Haute-Provence). D'autres sources le signalent dans les Ardennes et trois autres départements, Pyrénées-Orientales, Alpes-Maritimes et des Alpes-de-Haute-Provence.

### Biotope
C'est un papillon des prairies alpines. Il réside dans les régions montagneuses des Monts Cantabriques, des Pyrénées, des Alpes, des Carpates, d'Asie centrale et de Chine occidentale.

## Systématique
L'espèce Boloria pales a été décrite par les entomologistes autrichiens Johann Nepomuk Cosmas Michael Denis et Ignaz Schiffermüller en 1775.

### Synonyme
- Papilio pales [Denis & Schiffermüller], 1775[5] protonyme
- Brenthis pales  Dyar, 1903 [6]
- Boloria pyrenesmiscens Verity, 1932
- Papilio palustris Fruhstorfer, 1909  [7].

### Noms vernaculaires
- Le Nacré subalpin ou la Palès ou le Nacré alpin ou le Pales
- Shepherd's Fritillary en anglais et Alpenmatten-Perlmutterfalter en allemand[7],[2].

### Taxinomie
Sous-espèces
- Boloria pales pales
- Boloria pales banghaasi ou Boloria banghaasi Seitz, 1909[8].
- Boloria pales eupales (Fruhstorfer, 1903)
- Boloria pales nirvana Kocman, 1999
- Boloria pales palina (Fruhstorfer, 1903)
- Boloria pales palustris (Fruhstorfer, 1909)
- Boloria pales pyrenesmiscens (Verity, 1932)
- Boloria pales rilaensis Varga, 1971
- Boloria pales shambhala Kocman, 1999
- Boloria pales sifanica (Grum-Grshimailo, 1891)[2].

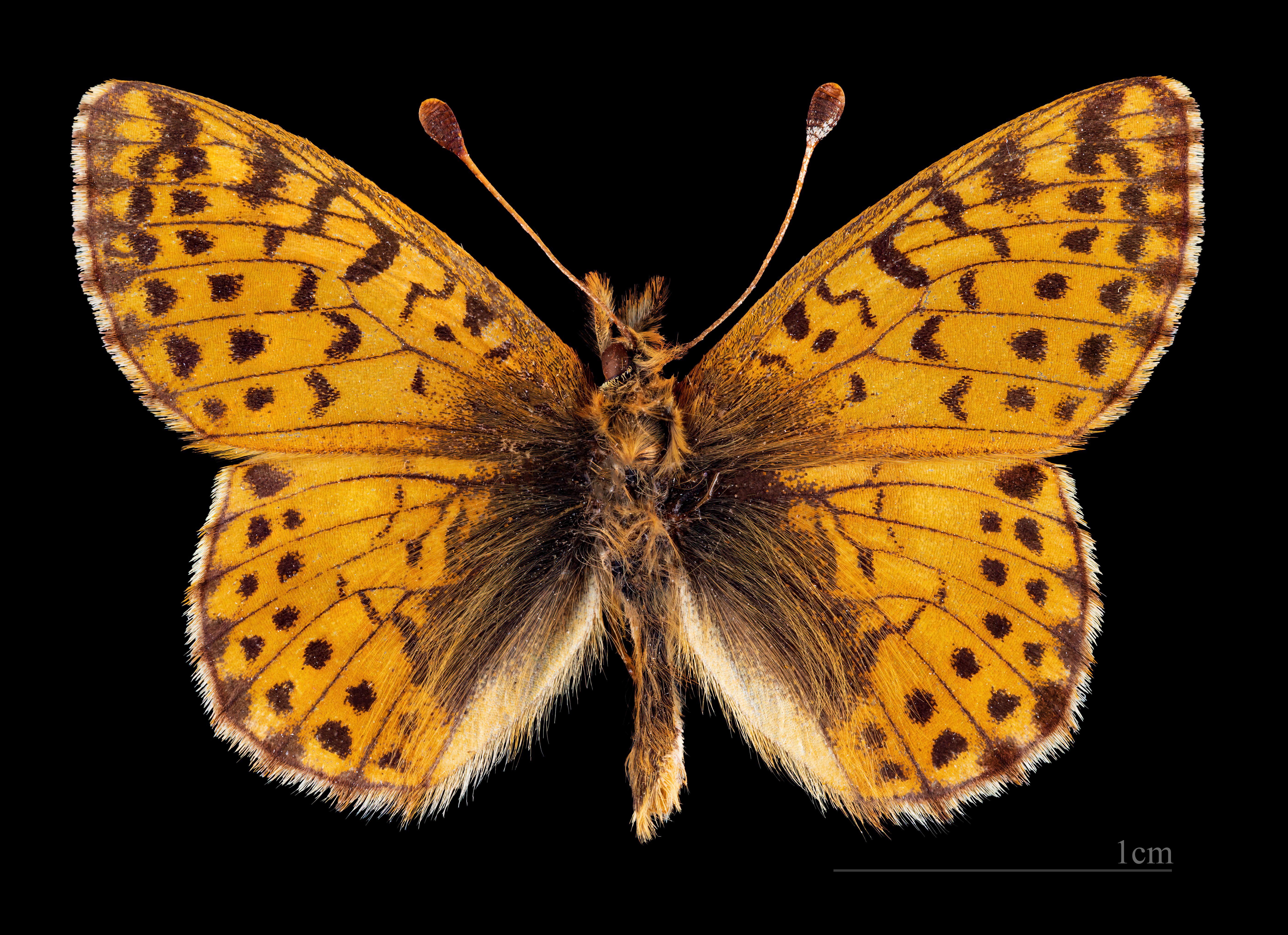
Boloria pales palustris  Face dorsale MHNT
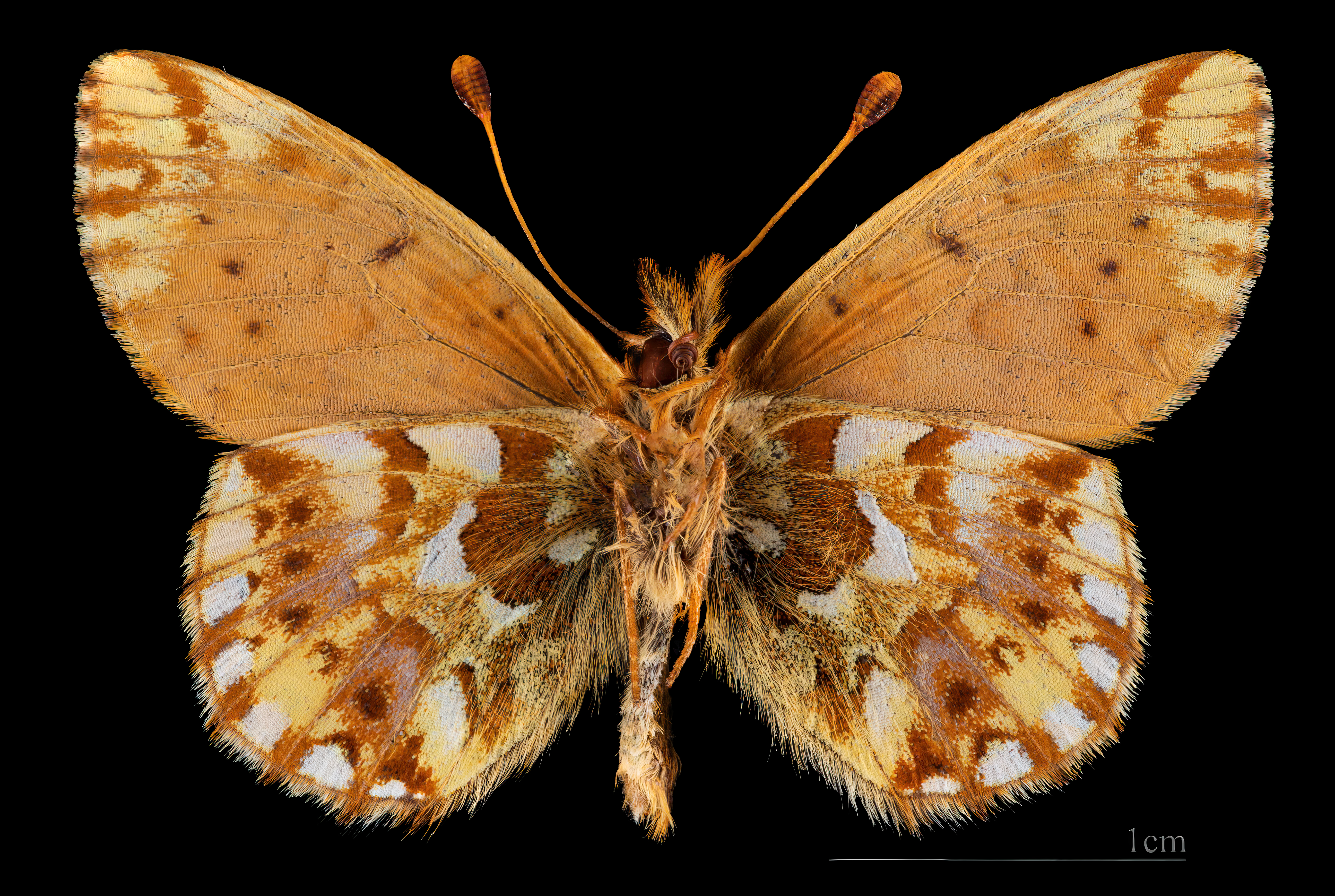
△  Boloria pales palustris  Face ventrale MHNT
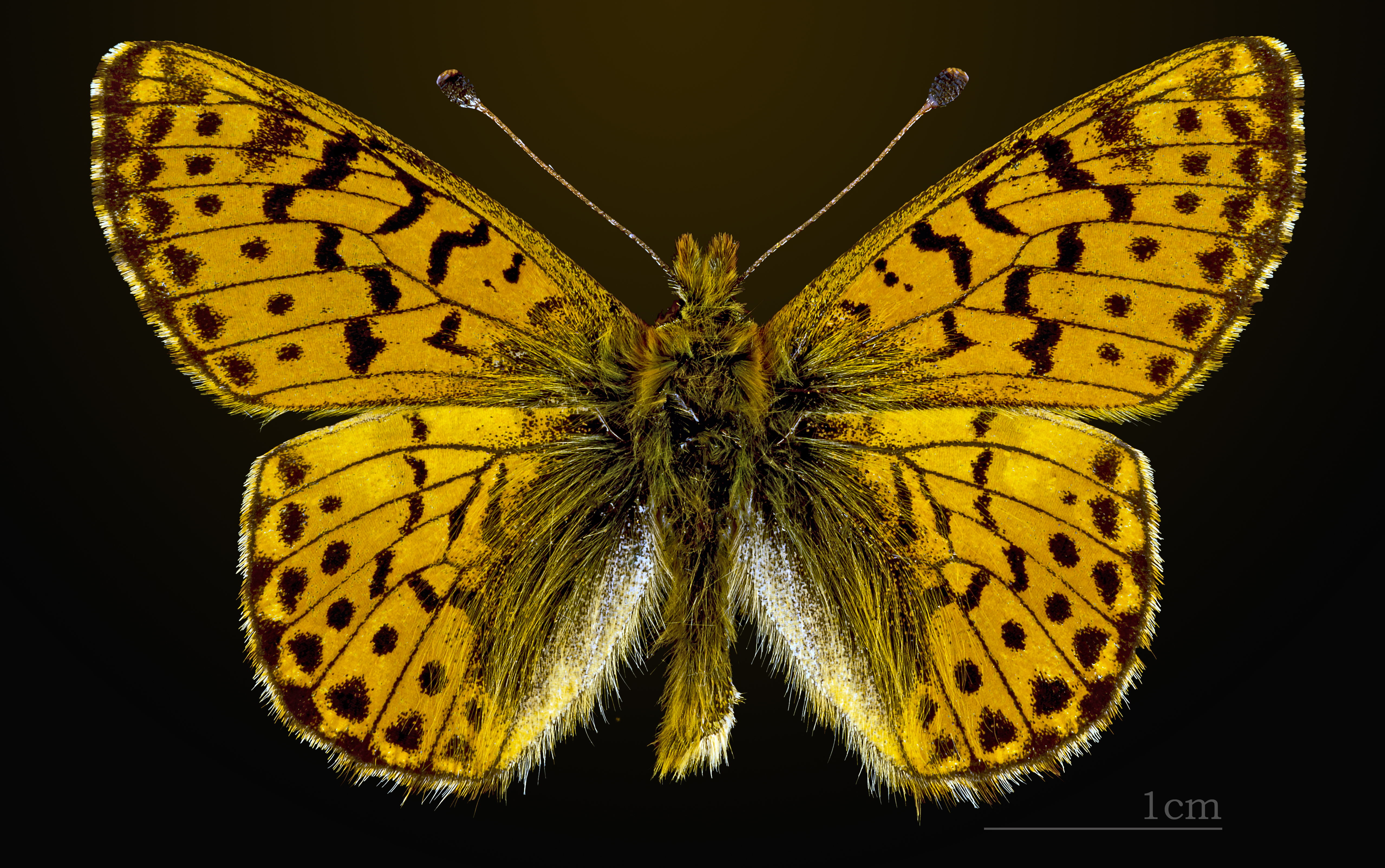
Boloria pales pyrenesmiscens Face dorsale MHNT
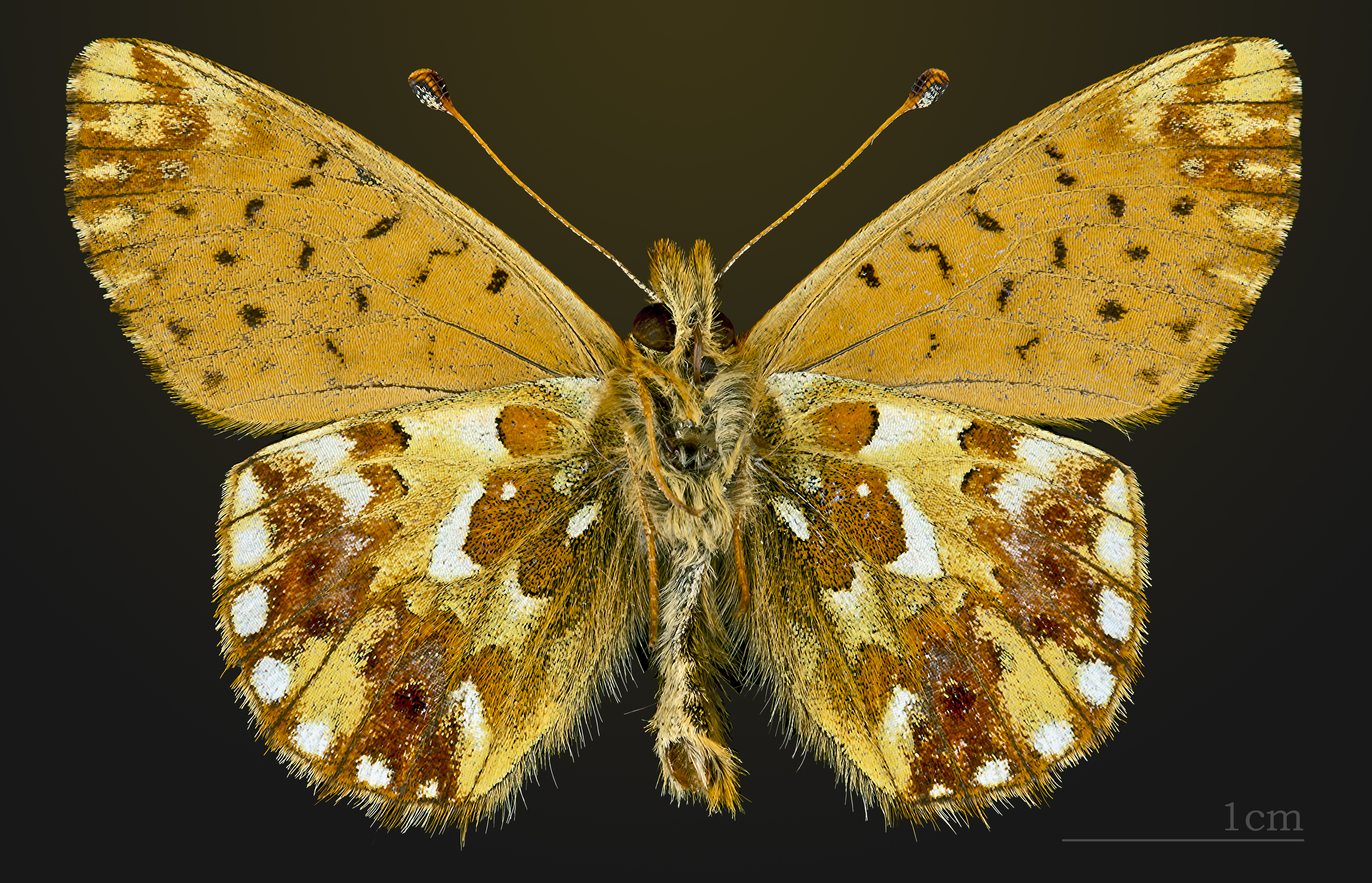
△  Boloria pales pyrenesmiscens Face ventrale MHNT

## Le Nacré subalpin et l'Homme

### Protection
Pas de statut de protection particulier.